# Phalacrinus compressus
Phalacrinus compressus là một loài bọ cánh cứng trong họ Phalacridae. Loài này được Blackburn miêu tả khoa học năm 1902.